# Еліз Кренні
Еліз Кренні (англ. Elise Cranny, нар. 9 травня 1996) — американська легкоатлетка, яка спеціалізується в бігу на середні та довгі дистанції. Рекордсменка світу.
31 липня 2020 на змаганнях «Bowerman TC Intrasquad Meet IV» у Портленді у складі естафетного квартету «Bowerman Track Club» разом із співвітчизницями Коллін Квіглі, Каріссою Швайцер та Шелбі Гуліган стала співавторкою нового світового рекорду в естафетному бігу 4×1500 метрів (16.27,02), перевершивши попереднє досягнення кенійського квартету (16.33,58), встановлене у 2014.

## Основні міжнародні виступи
| Рік  | Змагання                      | Місто | Місце | Дисципліна | Примітки |
| ---- | ----------------------------- | ----- | ----- | ---------- | -------- |
| 2014 | Чемпіонат світу серед юніорів | Юджин | 4     | 1500 м     | [ 3 ]    |